# 同済大学第一附属中学
同済大学第一附属中学（どうさいだいがくだいいちふぞくちゅうがく、簡体字中国語: 同济大学第一附属中学）は、上海市にある中等教育学校。1960年に上海市鞍山中学として創立し、2001年に同済大学第一附属中学と改制した。2007年、上海市はこの学校を実験的かつ模範的な学校であるとし、上海市実験性示範性高中と認定した。
現在の校長は阮為。教師数は111名で、うち特級教師および高級教師は39名である。